# Джоуи Слотник
Джоуи Слотник (на английски: Joey Slotnick) (роден на 2 октомври 1968 г.) е американски актьор.

## Филмография

### Филми
- 1992: „Тяхната собствена лига“
- 1996: „Туистър“
- 1999: „Светлина от миналото“
- 1999: „Палави ръце“
- 1999: „Пиратите от Силициевата долина“
- 2000: „Човек без сянка“
- 2012: „Диктаторът“
- 2013: „Тайният живот на Уолтър Мити“
- 2014: „Обущарят“

### Телевизия
- 1995: „Елън“
- 1997: „Гувернантката“
- 1999 – 2006: „Семейният тип“
- 2002: „Наричана още“
- 2003 – 2006: „Клъцни/Срежи“
- 2004: „Антураж“
- 2005: „Медиум“
- 2006: „Закон и ред: Специални разследвания“
- 2007: „Адвокатите от Бостън“
- 2009: „С аромат на маргаритки“
- 2010: „Офисът“
- 2013: „Осмо чувствто“
- 2014: „Незабравимо“
- 2015 – 2016: „Добрата съпруга“